# Hemipneustes
Hemipneustes is een geslacht van uitgestorven zee-egels, en het typegeslacht van de familie Hemipneustidae. Deze semi-infaunale detritivoren leefden tijdens het Laat-Krijt, van 70,6 tot 66,043 miljoen jaar geleden. Fossielen van dit geslacht zijn gevonden in de sedimenten van Nederland, België, Bulgarije, India, Iran, Oman en Spanje.

## Beschrijving
Hemipneustes was een vrij grote zee-egel met een hoog koepelprofiel en een goed gedefinieerde voorste sulcus.

## Soorten
- Hemipneustes africanus Deshayes, 1847
- Hemipneustes arabicus Ali, 1989 †
- Hemipneustes arnaudi Cotteau, 1892
- Hemipneustes compressus Noetling, 1897 †
- Hemipneustes cotteaui Lambert, 1887 †
- Hemipneustes leymeriei Hébert, 1875 †
- Hemipneustes nicklesi Vidal, 1921 †
- Hemipneustes oculatus Cotteau, 1892 †
- Hemipneustes perrieri Cotteau, 1935 †
- Hemipneustes persicus Cotteau & Gauthier, 1895 †
- Hemipneustes pyrenaicus Hebert, 1875 †
- Hemipneustes sardanyolae Vidal, 1921 †
- Hemipneustes striatoradiatus (Leske, 1778) †
- Hemipneustes zuffardii Checchia-Rispoli, 1921 †